# Tetrozy
Tetrozy – cukry proste zawierające cztery atomy węgla w cząsteczce.
Do tetroz należą, niewystępujące w naturze:
- erytruloza
- erytroza
- treoza